# Hoʻolulu
Hoolulu (havajski Hoʻolulu) (1794. – 1865.) bio je havajski poglavica, vjeran savjetnik kralja Kamehamehe I.

## Životopis
Hoʻolulu je vjerojatno rođen 1794. godine. Njegov je otac bio Kameʻeiamoku, brat blizanac Kamanave I. Majka mu se zvala Kahikoloa, ali nije bila jedina žena njegova oca.
Njegovo havajsko ime znači "biti smiren".
Bio je polubrat Hoapilija, koji je bio otac Kuini Lilihe, te Kepookalanija, oca Kamanave II.
On i Hoapili obavili su pogreb kralja Kamehamehe sakrivši njegove kosti na tajno mjesto. Kaže se da samo zvijezde znaju gdje su njegove kosti, jer su Hoapili i Hoolulu pogreb obavili noću, zbog veće tajnosti i sigurnosti.
1819. Hoʻolulu je sreo Louisa de Freycineta, francuskog navigatora.
Oko 1825. g. Hoʻolulu je oženio Charlotte Halaki Kahepakekapuikaailani Cox (1805. – 1845.), čiji su roditelji bili Harold Cox i plemkinja Namahana od Moane. Imali su dva sina i dvije kćeri.
Njegov sin Kaiheekai Hoolulu (1819. ili 1826. –?) uzeo je ime John Harold, te je oženio Namahanu III. Imali su kćer Mirjam Auheu Kekauluohi II. Crowningburg Kaimai (1839. – 1899.).
Hooluluova kći Kinoʻoleoliliha Pitman bila je poznata po ljepoti. 